# San Agustín de Valle Fértil
San Agustín de Valle Fértil är en kommunhuvudort i Argentina.   Den ligger i provinsen San Juan, i den centrala delen av landet, 1 000 km nordväst om huvudstaden Buenos Aires. San Agustín de Valle Fértil ligger 856 meter över havet och antalet invånare är 6 864.
Terrängen runt San Agustín de Valle Fértil är platt åt nordost, men åt sydväst är den kuperad. Trakten runt San Agustín de Valle Fértil är nära nog obefolkad, med mindre än två invånare per kvadratkilometer..
Omgivningarna runt San Agustín de Valle Fértil är i huvudsak ett öppet busklandskap.